# 马道
馬道（英語：Bridle path）是人們騎馬時使用的小徑或通道。馬道最初是為馬匹創建的步道，時至今日馬道的服務範圍更加廣泛，包括馬術愛好者、徒步旅行者和騎自行車的人。馬道通常禁止車輛通行。
在工業化國家，馬道現在的用途主要是出於娛樂目的。然而，馬道仍然是其他地區的重要交通路線。例如，它們是前往賴索托山村的主要方式。
在英格蘭和威爾斯，馬道現在指的是除了步行者之外騎馬者也可以合法使用的道路，自1968年以來，騎自行車者也可以合法使用。
一些國家已經建立了長途多用途步道，包括澳大利亞的二百年國家步道，它是世界上最長的多用途步道之一，綿延5330公里。